# Markenforschung
Markenforschung ist eine Teildisziplin der Marketing-Forschung und beschäftigt sich mit Marken (im Sinne des Marketings) als wissenschaftlichen Erkenntnisobjekten.
Zu den Schwerpunkten der Markenforschung zählt die Markenführung. Typische Fragestellungen sind: „Was ist bei der Einführung neuer Marken zu beachten?“ – „Wie weit können Marken gedehnt werden, wo sind die Grenzen?“ – „Welche Vor- und Nachteile sprechen für bzw. gegen unterschiedliche Markenstrategien?“

## Wissenschaftliche Legitimation
Die Bedeutung von Marken als Forschungsobjekte ergibt sich unter anderem aus folgenden Tatsachen:
- Marken haben einen hohen Stellenwert im Marketing, da sie eine Fülle von Entscheidungen der Wirtschaftssubjekte beeinflussen.
- Marken haben eine soziologische Funktion. Menschen umgeben sich mit Marken, um ihre Zugehörigkeit zu sozialen Gruppen zu demonstrieren oder um sich von ebendiesen abzugrenzen.
- Marken prägen auch die Alltagssprache. Die Verwendung von Marken und den damit verbundenen Bedeutungen ist daher Gegenstand neuester sprachwissenschaftlicher Forschungsansätze.[1]

Allerdings ist bei der tatsächlichen Markenforschung zu unterscheiden zwischen wissenschaftlichen Untersuchungen (etwa der Wirtschaftssemiotik) und den auf die Bedürfnisse der Wirtschaft ausgerichteten Markenforschungs-Agenturen, die primär Untersuchungen anstellen, die für die Markenmanager von Unternehmen relevant sind. Eine wissenschaftliche Markenforschung beschränkt sich nicht auf die Fragen nach erfolgreicher Markenführung oder Veränderung, sondern muss beispielsweise ebenso Fragen nach negativen Folgen von Marken oder gesellschaftliche Konflikte um den Einfluss von Marken stellen. Dies geschieht jedoch in den wirtschaftsnahen Marktforschungs-Agenturen kaum.